# Plan de la Flor
Plan de la Flor är en ort i Mexiko.   Den ligger i kommunen Ixtacamaxtitlán och delstaten Puebla, i den sydöstra delen av landet, 140 km öster om huvudstaden Mexico City. Plan de la Flor ligger 2 692 meter över havet och antalet invånare är 220.
Terrängen runt Plan de la Flor är lite bergig. Runt Plan de la Flor är det ganska tätbefolkat, med 65 invånare per kvadratkilometer. Närmaste större samhälle är Libres, 15,4 km sydost om Plan de la Flor. I omgivningarna runt Plan de la Flor växer huvudsakligen savannskog.